# 德米特里 (美男子)
德米特里（美男子）（約前285年—約前249年或前250年）在現代的古代史研究中又稱為昔蘭尼的德米特里，他是一位安提柯王朝的馬其頓王子，之後成為昔蘭尼的國王。

## 身世
德米特里是馬其頓人，父親和母親分別是馬其頓國王德米特里一世和第五任妻子托勒邁絲，母親托勒邁絲是埃及托勒密一世的女兒，並約於前287年或前286年在米利都與德米特里一世結婚，這也是托勒邁絲第一次婚姻。她與德米特里一世僅有一個的子女，即德米特里（美男子）。德米特里在馬其頓出生並在那裏成長，做為父親最小的兒子繼承了德米特里這個名字，他因面貌姣好而得到暱稱美男子。也因為父親多位妻子的關係，他有許多同父異母的兄弟姊妹，如之後的馬其頓國王安提柯二世和嫁到塞琉古帝國的王后斯特拉托妮可。
在母系方面，德米特里母親托勒邁絲因為是托勒密一世和歐律狄刻所生，因此托勒密王國的托勒密二世和王后阿爾西諾伊二世都與德米特里有血緣關係，而之後當上馬其頓國王的托勒密·克勞諾斯更是德米特里的舅舅。

## 昔蘭尼國王
對於德米特里在前249年前的事蹟我們不得而知。在前249年或前250年時，昔蘭尼國王馬加斯逝世，馬加斯的遺孀阿帕瑪是德米特里的姪女，她是德米特里同父異母的姊姊塞琉古王后斯特拉托妮可與安條克一世所生的女兒。阿帕瑪把德米特里從馬其頓招換到昔蘭尼來，希望德米特里能娶她與馬加斯唯一所生的女兒貝勒尼基二世結婚，並且登上昔蘭尼王位來保衛王國，阻止托勒密王國併吞，德米特里因此接受婚約並當上國王。當德米特里成為國王後，他野心勃勃的作為甚至接近姿意妄為。
德米特里在與貝勒尼基二世後一段時間，德米特里開始與阿帕瑪有染，使得貝勒尼基相當忌妒丈夫和母親的行為，並與他們發生爭執，最後貝勒尼基指揮士兵刺殺德米特里。希臘詩人卡利馬科斯在一篇描寫后髮座的韻文中提起貝勒尼基刺殺德米特里一事。

## 婚姻和子女
- 德米特里第一次婚姻是與拉里薩的貴族奧林匹亞絲結婚，何時結婚不清楚，很有可能在前249年前奧林匹亞絲就已逝世。德米特里與她有幾個孩子:
  - 安提柯三世 - 之後成為馬其頓國王
  - 艾克格拉底（Echecrates）- 不清楚艾克格拉底的事蹟，但艾克格拉底有個兒子叫安提柯。當馬其頓國王腓力五世晚年時，因聽信長子珀爾修斯的讒言殺了另一個兒子德米特里後，安提柯向腓力五世揭發整件事是珀爾修斯的陰謀，腓力五世對珀爾修斯相當氣憤，並改立安提柯為王國繼承人。幾個月後腓力五世逝世，安提柯成為國王，但珀爾修斯奪取王位並處死安提柯。

- 德米特里第二次婚姻是與昔蘭尼公主貝勒尼基二世結婚。

## 關聯
- 昔蘭尼
- 昔蘭尼國王列表

| 德米特里 (美男子) 出生于：?逝世於：前249年 | 德米特里 (美男子) 出生于：?逝世於：前249年 | 德米特里 (美男子) 出生于：?逝世於：前249年 |
| 統治者頭銜                                 | 統治者頭銜                                 | 統治者頭銜                                 |
| ------------------------------------------ | ------------------------------------------ | ------------------------------------------ |
| 前任者： 馬加斯                            | 昔蘭尼國王 前250年–前249年                 | 繼任者： 貝勒尼基二世                      |